# Ayelet Zurer
Ayelet Zurer (hebraisk איילת זורר) (født 28. juni 1969) er en israelisk skuespiller. Hun er mest kendt udenfor Israel for sine roller i Vantage Point og München.
Zurer er desuden kendt for rollen som Vittoria Vetra i filmatiseringen fra 2009 af Dan Browns roman Engle og Dæmoner. 

## filmografi
| År   | Titet                                                                   | Rolle              | Noter        |
| ---- | ----------------------------------------------------------------------- | ------------------ | ------------ |
| 1991 | Pour Sacha (a.k.a. For Sasha)                                           | Shoshana           | fransk drama |
| 1993 | Revenge of Itzik Finkelstein (a.k.a. Nikmato Shel Itzik Finkelstein)    | Debbie             |              |
| 1997 | Ahava Asura (Forbidden Love, a.k.a. The Dybbuk of the Holy Apple Field) | Lea                |              |
| 2001 | Kikar Ha'Halomot (a.k.a. Desperado Square)                              | Gila (servitricen) |              |
| 2003 | Ish Ha'Hashmal (a.k.a. Rutenberg)                                       | Becki              |              |
| 2003 | Ha'Asonot Shel Nina (Nina's Tragedies)                                  | Nina               |              |
| 2004 | Mashehu Matok (Something Sweet)                                         | Tamar              |              |
| 2005 | München                                                                 | Daphna Kaufman     |              |
| 2007 | Fugitive Pieces                                                         | Michaela           |              |
| 2007 | Rak Klavim Ratzim Hofshi (a.k.a. Wild Dogs)                             | Telma              |              |
| 2008 | Vantage Point                                                           | Veronica           |              |
| 2008 | Adam Resurrected                                                        | Gina Grey          |              |
| 2009 | Ingenious                                                               | Gina               |              |
| 2009 | Engle og Dæmoner                                                        | Vittoria Vetra     |              |
| 2011 | Hide Away                                                               | Servitricen        |              |
| 2012 | Darling Companion                                                       | Carmen             |              |
| 2013 | Man of Steel                                                            | Lara Lor-Van       |              |
| 2015 | Last Days in the Desert                                                 | Moderen            |              |
| 2015 | Last Knights                                                            | Naomi              |              |
| 2016 | Ben-Hur                                                                 | Naomi Ben-Hur      |              |
| 2017 | Milada                                                                  | Milada Horáková    |              |